# Обрив-сюр-Варез
Обри́в-сюр-Варе́з (фр. Auberives-sur-Varèze) — коммуна во Франции, находится в регионе Рона — Альпы. Департамент коммуны — Изер. Входит в состав кантона Руссильон. Округ коммуны — Вьенн.
Код INSEE коммуны — 38019. Население коммуны на 1999 год составляло 1159 человек. Населённый пункт находится на высоте от 169 до 256 метров над уровнем моря. Муниципалитет расположен на расстоянии около 430 км юго-восточнее Парижа, 38 км южнее Лиона, 80 км западнее Гренобля. Мэр коммуны — Mme Nicole Bernard, мандат действует на протяжении 2001—2008 гг.
Динамика населения (INSEE):